# Eleição legislativa da França em 1956
As eleições legislativas da França foram realizadas a 2 de Janeiro de 1956 e, serviram para eleger os 595 deputados para a Assembleia Nacional.
Ao contrário do que aconteceu entre 1947 e 1956, os partidos de centro-esquerda, centro e centro-direita concorreram em coligações separadas, com os socialistas e radicais a concorreram na "Frente Republicana" e os conservadores e democratas-cristãos a concorreram no "Centro-Direita", com o movimento gaullista divido entre o centro-esquerda e o centro-direita.
Os resultados deram nova vitória ao Partido Comunista Francês, que conseguiu 25,9% dos votos e 150 deputados, apesar de, na realidade, os comunistas estarem vetados a entrar no governo.
Quanto às coligações, o "Centro-direita" conseguiu uma maioria relativa, ao conquistar 214 deputados, com a "Frente Republicana" a ficar-se pelos 172 deputados.
A grande surpresa destas eleições foi o grande sucesso do partido de extrema-direita, liderado por Pierre Poujade, que conquistou 12,9% dos votos e 52 deputados. Este sucesso da extrema-direita, em muito, se deve à desilusão do eleitorado francês com a instabilidade da IV República.
Após as eleições, o socialista Guy Mollet tornou-se o novo primeiro-ministro, mas, o seu fracasso em resolver a Guerra da Argélia e perda de credibilidade da IV República, culminaria na Crise de Maio em 1958, em que, De Gaulle volta a assumir o poder na França, dissolvendo a IV República e fazendo aprovar uma nova constituição, que, levaria à fundação da V República, em 1958.

## Resultados oficiais
| Partido                              | Partido                                                    | Partido                                        | Votos          | %               | +/-      | Deputados | +/-  |
| ------------------------------------ | ---------------------------------------------------------- | ---------------------------------------------- | -------------- | --------------- | -------- | --------- | ---- |
|                                      |                                                            | Centro Nacional dos Independentes e Camponeses | 3 259 782      | 14,99 / 100,00  | 2,16     | 95 / 595  | 1    |
|                                      | Movimento Republicano Popular                              | 2 366 321                                      | 10,88 / 100,00 | 1,61            | 83 / 595 | 12        |      |
|                                      | União dos Radicais de Esquerda                             | 838 321                                        | 3,85 / 100,00  | 7,28            | 14 / 595 | 79        |      |
|                                      | Centro Nacional dos Republicanos Sociais (Centro-direita)  | 585 764                                        | 2,69 / 100,00  | Novo            | 22 / 595 | Novo      |      |
| Direita Parlamentar (Centro-direita) | Direita Parlamentar (Centro-direita)                       | Direita Parlamentar (Centro-direita)           | 7 050 188      | 32,41 / 100,00  | Novo     | 214 / 595 | Novo |
|                                      |                                                            | Secção Francesa da Internacional Operária      | 3 247 431      | 14,93 / 100,00  | 0,46     | 95 / 595  | 12   |
|                                      | Partido Republicano, Radical e Socialista-Radical          | 2 389 163                                      | 10,99 / 100,00 | Novo            | 77 / 595 | Novo      |      |
|                                      | Centro Nacional dos Republicanos Sociais (Centro-esquerda) | 256 587                                        | 1,18 / 100,00  | Novo            | 0 / 595  | Novo      |      |
| Frente Republicana (Centro-esquerda) | Frente Republicana (Centro-esquerda)                       | Frente Republicana (Centro-esquerda)           | 5 893 181      | 27,10 / 100,00  | Novo     | 172 / 595 | Novo |
|                                      | Partido Comunista Francês                                  | Partido Comunista Francês                      | 5 514 403      | 25,36 / 100,00  | 0,53     | 150 / 595 | 47   |
|                                      | União e Fraternidade Francesa                              | União e Fraternidade Francesa                  | 2 744 562      | 12,62 / 100,00  | Novo     | 52 / 595  | Novo |
|                                      | Outros                                                     | Outros                                         | 98 600         | 0,00 / 100,00   | 1,43     | 7 / 595   | 3    |
| Votos Inválidos                      | Votos Inválidos                                            | Votos Inválidos                                | 671 167        | 3,03 / 100,00   | 0,28     |           |      |
| Total                                | Total                                                      | Total                                          | 22 171 957     | 100,00 / 100,00 |          | 595 / 595 | 30   |
| Eleitorado/Participação              | Eleitorado/Participação                                    | Eleitorado/Participação                        | 26 774 899     | 82,81 / 100,00  | 2,69     |           |      |